# Coppa Europa di sci alpino 2025
La Coppa Europa di sci alpino 2025 è stata la cinquantaquattresima edizione della manifestazione organizzata dalla Federazione internazionale sci e snowboard.
La stagione maschile è iniziata il 23 novembre 2024 a Levi, in Finlandia, e si è conclusa il 23 marzo 2025 a Oppdal, in Norvegia; sono state disputate 36 delle 37 gare in programma a inizio stagione (8 discese libere, 9 supergiganti, 9 slalom giganti e 10 slalom speciali), in 18 tappe. Il norvegese Oscar Andreas Sandvik si è aggiudicato sia la classifica generale sia quella di slalom speciale; lo svizzero Livio Hiltbrand ha vinto la classifica di discesa libera, l'austriaco Vincent Wieser quella di supergigante e lo svizzero Lenz Hächler quella di slalom gigante. L'austriaco Manuel Traninger era il detentore uscente della Coppa generale.
La stagione femminile è iniziata il 2 dicembre 2024 a Zinal, in Svizzera, e si è conclusa il 23 marzo 2025 a Oppdal, in Norvegia; sono state disputate 33 delle 37 gare in programma a inizio stagione (4 discese libere, 10 supergiganti, 10 slalom giganti e 9 slalom speciali), in 17 tappe. L'austriaca Nadine Fest si è aggiudicata sia la classifica generale sia quelle di discesa libera e di supergigante; la sua connazionale Nina Astner ha vinto la classifica di slalom gigante e la francese Marion Chevrier quella di slalom speciale. La svizzera Janine Schmitt era la detentrice uscente della Coppa generale.
In seguito all'invasione russa dell'Ucraina del 2022, gli atleti russi e bielorussi sono stati esclusi dalle competizioni.

## Uomini

### Risultati
| Data             | Località                | Nazione              | Spec. | Primo                   | Secondo                                  | Terzo                         |
| ---------------- | ----------------------- | -------------------- | ----- | ----------------------- | ---------------------------------------- | ----------------------------- |
| 23 novembre 2024 | Levi                    | Finlandia            | SL    | Tommaso Saccardi        | Mikkel Remsøy                            | Simon Rueland                 |
| 24 novembre 2024 | Levi                    | Finlandia            | SL    | Oscar Andreas Sandvik   | Matthias Iten                            | Mikkel Remsøy                 |
| 5 dicembre 2024  | Zinal                   | Svizzera             | GS    | Lenz Hächler            | Flavio Vitale                            | Aleix Aubert Serracanta       |
| 6 dicembre 2024  | Zinal                   | Svizzera             | GS    | Lenz Hächler            | Flavio Vitale                            | Alban Elezi Cannaferina       |
| 11 dicembre 2024 | Santa Caterina Valfurva | Italia               | DH    | Felix Hacker            | Nejc Naraločnik                          | Nicolò Molteni                |
| 12 dicembre 2024 | Santa Caterina Valfurva | Italia               | DH    | Felix Hacker            | Max Perathoner                           | Livio Hiltbrand               |
| 13 dicembre 2024 | Santa Caterina Valfurva | Italia               | SG    | Vincent Wieser          | Felix Hacker                             | Benjamin Jacques Alliod       |
| 15 dicembre 2024 | Val di Fassa            | Italia               | SL    | Gustav Wissting         | Jesper Pohjolainen Oscar Andreas Sandvik |                               |
| 16 dicembre 2024 | Obereggen               | Italia               | SL    | Antoine Azzolin         | Jesper Pohjolainen                       | Oscar Andreas Sandvik         |
| 13 gennaio 2025  | Pass Thurn              | Austria              | SG    | Raphaël Lessard         | Felix Hacker                             | Emanuele Buzzi Vincent Wieser |
| 16 gennaio 2025  | Pass Thurn              | Austria              | DH    | Alessio Miggiano        | Gaël Zulauf                              | Max Perathoner                |
| 17 gennaio 2025  | Pass Thurn              | Austria              | DH    | Felix Hacker            | Vincent Wieser                           | Gaël Zulauf                   |
| 19 gennaio 2025  | Berchtesgaden           | Germania             | SL    | Matteo Canins           | Corrado Barbera                          | Auguste Aulnette              |
| 20 gennaio 2025  | Reiteralm               | Austria              | SG    | Felix Hacker            | Marco Abbruzzese                         | Alban Elezi Cannaferina       |
| 21 gennaio 2025  | Reiteralm               | Austria              | SG    | Alban Elezi Cannaferina | Rasmus Windingstad                       | Eric Wyler                    |
| 24 gennaio 2025  | Turnau                  | Austria              | GS    | Andrej Drukarov         | Anton Grammel                            | Rasmus Bakkevig Simon Talacci |
| 25 gennaio 2025  | Turnau                  | Austria              | GS    | Rasmus Bakkevig         | Mattias Rönngren                         | Guerlain Favre                |
| 30 gennaio 2025  | Orcières                | Francia              | DH    | Matteo Haas             | Rok Ažnoh                                | Philipp Kälin                 |
| 31 gennaio 2025  | Orcières                | Francia              | DH    | Livio Hiltbrand         | Ken Caillot                              | Gaël Zulauf                   |
| 1º febbraio 2025 | Orcières                | Francia              | SG    | Maximilian Schwarz      | Christophe Torrent                       | Rok Ažnoh                     |
| 3 febbraio 2025  | Soldeu                  | Andorra              | GS    | Eirik Hystad Solberg    | Mattias Rönngren                         | Loévan Parand                 |
| 4 febbraio 2025  | Soldeu                  | Andorra              | GS    | Eirik Hystad Solberg    | Alban Elezi Cannaferina                  | Mattias Rönngren              |
| 6 febbraio 2025  | Baqueira                | Spagna               | SL    | Simon Rueland           | Matteo Canins                            | Oscar Andreas Sandvik         |
| 7 febbraio 2025  | Baqueira                | Spagna               | SL    | Oscar Andreas Sandvik   | Oscar Heine                              | Simon Rueland                 |
| 10 febbraio 2025 | Crans-Montana           | Svizzera             | SG    | Manuel Traninger        | Andreas Ploier                           | Marco Kohler                  |
| 12 febbraio 2025 | Crans-Montana           | Svizzera             | DH    | Livio Hiltbrand         | Sandro Manser                            | Gaël Zulauf                   |
| 12 febbraio 2025 | Crans-Montana           | Svizzera             | DH    | Christophe Torrent      | Nicolò Molteni                           | Marco Kohler                  |
| 21 febbraio 2025 | Bjelašnica              | Bosnia ed Erzegovina | SG    | Andreas Ploier          | Luis Tritscher                           | Lenz Hächler                  |
| 22 febbraio 2025 | Bjelašnica              | Bosnia ed Erzegovina | SG    | Marco Abbruzzese        | Lenz Hächler                             | Andreas Ploier                |
| 12 marzo 2025    | Ål                      | Norvegia             | GS    | Alban Elezi Cannaferina | Lenz Hächler                             | Flavio Vitale                 |
| 13 marzo 2025    | Ål                      | Norvegia             | GS    | Lenz Hächler            | Oscar Andreas Sandvik                    | Alban Elezi Cannaferina       |
| 16 marzo 2025    | Kvitfjell               | Norvegia             | DH    | cancellata              | cancellata                               | cancellata                    |
| 17 marzo 2025    | Kvitfjell               | Norvegia             | SG    | Lenz Hächler            | Stefan Rieser                            | Vincent Wieser                |
| 19 marzo 2025    | Norefjell               | Norvegia             | SL    | Simon Rueland           | Theodor Brækken                          | Fabian Ax Swartz              |
| 20 marzo 2025    | Norefjell               | Norvegia             | SL    | Hans Grahl-Madsen       | Oscar Andreas Sandvik                    | Theodor Brækken               |
| 22 marzo 2025    | Oppdal                  | Norvegia             | GS    | Oscar Andreas Sandvik   | Lenz Hächler                             | Rasmus Bakkevig               |
| 23 marzo 2025    | Oppdal                  | Norvegia             | SL    | Simon Rueland           | Oscar Andreas Sandvik                    | William Hansson               |

Legenda:

DH = discesa libera

SG = supergigante

GS = slalom gigante

SL = slalom speciale

### Classifiche

#### Generale
| Pos. | Nome                    | Nazione  | Punti |
| ---- | ----------------------- | -------- | ----- |
| 1    | Oscar Andreas Sandvik   | Norvegia | 968   |
| 2    | Lenz Hächler            | Svizzera | 895   |
| 3    | Alban Elezi Cannaferina | Francia  | 718   |
| 4    | Felix Hacker            | Austria  | 610   |
| 5    | Alessio Miggiano        | Svizzera | 533   |
| 6    | Vincent Wieser          | Austria  | 528   |
| 7    | Livio Hiltbrand         | Svizzera | 526   |
| 8    | Simon Rueland           | Austria  | 494   |
| 9    | Marco Abbruzzese        | Italia   | 429   |
| 10   | Andreas Ploier          | Austria  | 428   |

#### Discesa libera
| Pos. | Nome               | Nazione  | Punti |
| ---- | ------------------ | -------- | ----- |
| 1    | Livio Hiltbrand    | Svizzera | 366   |
| 2    | Alessio Miggiano   | Svizzera | 357   |
| 3    | Felix Hacker       | Austria  | 350   |
| 4    | Gaël Zulauf        | Svizzera | 349   |
| 5    | Christophe Torrent | Svizzera | 304   |

#### Supergigante
| Pos. | Nome                    | Nazione | Punti |
| ---- | ----------------------- | ------- | ----- |
| 1    | Vincent Wieser          | Austria | 364   |
| 2    | Marco Abbruzzese        | Italia  | 353   |
| 3    | Andreas Ploier          | Austria | 347   |
| 4    | Alban Elezi Cannaferina | Francia | 300   |
| 5    | Felix Hacker            | Austria | 290   |

#### Slalom gigante
| Pos. | Nome                    | Nazione  | Punti |
| ---- | ----------------------- | -------- | ----- |
| 1    | Lenz Hächler            | Svizzera | 485   |
| 2    | Eirik Hystad Solberg    | Norvegia | 329   |
| 3    | Oscar Andreas Sandvik   | Norvegia | 325   |
| 4    | Alban Elezi Cannaferina | Francia  | 323   |
| 5    | Guerlain Favre          | Francia  | 261   |

#### Slalom speciale
| Pos. | Nome                  | Nazione   | Punti |
| ---- | --------------------- | --------- | ----- |
| 1    | Oscar Andreas Sandvik | Norvegia  | 589   |
| 2    | Simon Rueland         | Austria   | 494   |
| 3    | Jesper Pohjolainen    | Finlandia | 335   |
| 4    | Antoine Azzolin       | Francia   | 325   |
| 5    | Hans Grahl-Madsen     | Norvegia  | 317   |

## Donne

### Risultati
| Data             | Località              | Nazione   | Spec. | Prima                      | Seconda            | Terza              |
| ---------------- | --------------------- | --------- | ----- | -------------------------- | ------------------ | ------------------ |
| 2 dicembre 2024  | Zinal                 | Svizzera  | GS    | Viktoria Bürgler           | June Brand         | Janine Schmitt     |
| 3 dicembre 2024  | Zinal                 | Svizzera  | GS    | Delphine Darbellay         | Jana Fritz         | Loïs Abouly        |
| 7 dicembre 2024  | Mayrhofen/Hippach     | Austria   | GS    | Victoria Olivier           | Vanessa Kasper     | Katharina Truppe   |
| 8 dicembre 2024  | Mayrhofen/Hippach     | Austria   | SL    | cancellata                 | cancellata         | cancellata         |
| 13 dicembre 2024 | Sankt Moritz          | Svizzera  | DH    | Nadine Fest                | Carmen Spielberger | Janine Schmitt     |
| 13 dicembre 2024 | Sankt Moritz          | Svizzera  | DH    | Carmen Spielberger         | Nadine Fest        | Janine Schmitt     |
| 16 dicembre 2024 | Zinal                 | Svizzera  | SG    | Asja Zenere                | Janine Schmitt     | Valérie Grenier    |
| 17 dicembre 2024 | Zinal                 | Svizzera  | SG    | Malorie Blanc              | Asja Zenere        | Sara Allemand      |
| 19 dicembre 2024 | Valle Aurina          | Italia    | SL    | Marta Rossetti             | Marion Chevrier    | Charlotte Lingg    |
| 20 dicembre 2024 | Valle Aurina          | Italia    | SL    | Estelle Alphand            | Marion Chevrier    | Anuk Brändli       |
| 7 gennaio 2025   | Les Diablerets        | Svizzera  | SL    | Doriane Escané             | Aline Danioth      | Caitlin McFarlane  |
| 8 gennaio 2025   | Les Diablerets        | Svizzera  | SL    | Anuk Brändli Lisa Hörhager |                    | Moa Landström      |
| 10 gennaio 2025  | Puy-Saint-Vincent     | Francia   | GS    | Nina Astner                | Britt Richardson   | Erika Pykäläinen   |
| 11 gennaio 2025  | Puy-Saint-Vincent     | Francia   | GS    | Vanessa Kasper             | Nina Astner        | Fabiana Dorigo     |
| 15 gennaio 2025  | Altenmarkt-Zauchensee | Austria   | DH    | Nadine Fest                | Carmen Spielberger | Leonie Zegg        |
| 16 gennaio 2025  | Altenmarkt-Zauchensee | Austria   | DH    | Nadine Fest                | Victoria Olivier   | Carmen Spielberger |
| 17 gennaio 2025  | Altenmarkt-Zauchensee | Austria   | SG    | Nadine Fest                | Sara Allemand      | Clara Direz        |
| 19 gennaio 2025  | Zell am See           | Austria   | SL    | Eliane Christen            | Charlotte Lingg    | Aline Höpli        |
| 20 gennaio 2025  | Zell am See           | Austria   | SL    | Marion Chevrier            | Eliane Christen    | Aline Danioth      |
| 29 gennaio 2025  | Tarvisio              | Italia    | DH    | cancellata                 | cancellata         | cancellata         |
| 30 gennaio 2025  | Tarvisio              | Italia    | DH    | cancellata                 | cancellata         | cancellata         |
| 3 febbraio 2025  | Špindlerův Mlýn       | Rep. Ceca | SL    | Marion Chevrier            | Martina Dubovská   | Marta Rossetti     |
| 4 febbraio 2025  | Špindlerův Mlýn       | Rep. Ceca | SL    | Marion Chevrier            | Aline Höpli        | Martina Dubovská   |
| 9 febbraio 2025  | Oberjoch              | Germania  | GS    | Nina Astner                | Selina Egloff      | Fabiana Dorigo     |
| 10 febbraio 2025 | Oberjoch              | Germania  | GS    | Charlotte Lingg            | Sophie Mathiou     | Hilma Lövblom      |
| 14 febbraio 2025 | Bardonecchia          | Italia    | SG    | Asja Zenere                | Janine Schmitt     | Stefanie Grob      |
| 15 febbraio 2025 | Bardonecchia          | Italia    | SG    | Nadine Fest                | Stefanie Grob      | Sara Allemand      |
| 19 febbraio 2025 | Sarentino             | Italia    | SG    | Breezy Johnson             | Nadine Fest        | Isabella Wright    |
| 20 febbraio 2025 | Sarentino             | Italia    | SG    | Nadine Fest                | Victoria Olivier   | Breezy Johnson     |
| 8 marzo 2025     | Kitzbühel             | Austria   | SG    | Nadine Fest                | Carmen Spielberger | Victoria Olivier   |
| 9 marzo 2025     | Kitzbühel             | Austria   | SG    | Magdalena Egger            | Victoria Olivier   | Nadine Fest        |
| 16 marzo 2025    | Kvitfjell             | Norvegia  | DH    | cancellata                 | cancellata         | cancellata         |
| 17 marzo 2025    | Kvitfjell             | Norvegia  | SG    | Elvedina Muzaferija        | Sara Thaler        | Magdalena Egger    |
| 19 marzo 2025    | Geilo                 | Norvegia  | GS    | Lara Della Mea             | Hilma Lövblom      | Lisa Nyberg        |
| 20 marzo 2025    | Geilo                 | Norvegia  | GS    | Hilma Lövblom              | Lisa Nyberg        | Clara Direz        |
| 22 marzo 2025    | Oppdal                | Norvegia  | GS    | Lara Della Mea             | Fabiana Dorigo     | Vanessa Kasper     |
| 23 marzo 2025    | Oppdal                | Norvegia  | SL    | Aline Danioth              | Lisa Hörhager      | Selina Egloff      |

Legenda:

DH = discesa libera

SG = supergigante

GS = slalom gigante

SL = slalom speciale

### Classifiche

#### Generale
| Pos. | Nome               | Nazione  | Punti |
| ---- | ------------------ | -------- | ----- |
| 1    | Nadine Fest        | Austria  | 985   |
| 2    | Victoria Olivier   | Austria  | 870   |
| 3    | Janine Schmitt     | Svizzera | 653   |
| 4    | Marion Chevrier    | Francia  | 639   |
| 5    | Carmen Spielberger | Austria  | 589   |
| 6    | Stefanie Grob      | Svizzera | 544   |
| 7    | Fabiana Dorigo     | Germania | 520   |
| 8    | Selina Egloff      | Svizzera | 503   |
| 9    | Viktoria Bürgler   | Austria  | 499   |
| 10   | Sara Allemand      | Italia   | 488   |

#### Discesa libera
| Pos. | Nome               | Nazione | Punti |
| ---- | ------------------ | ------- | ----- |
| 1    | Nadine Fest        | Austria | 380   |
| 2    | Carmen Spielberger | Austria | 320   |
| 3    | Victoria Olivier   | Austria | 215   |
| 4    | Sara Allemand      | Italia  | 136   |
| 4    | Leonie Zegg        | Austria | 136   |

#### Supergigante
| Pos. | Nome            | Nazione  | Punti |
| ---- | --------------- | -------- | ----- |
| 1    | Nadine Fest     | Austria  | 605   |
| 2    | Stefanie Grob   | Svizzera | 405   |
| 3    | Sara Allemand   | Italia   | 352   |
| 4    | Janine Schmitt  | Svizzera | 346   |
| 5    | Magdalena Egger | Austria  | 338   |

#### Slalom gigante
| Pos. | Nome             | Nazione  | Punti |
| ---- | ---------------- | -------- | ----- |
| 1    | Nina Astner      | Austria  | 408   |
| 2    | Vanessa Kasper   | Svizzera | 372   |
| 3    | Hilma Lövblom    | Svezia   | 362   |
| 4    | Victoria Olivier | Austria  | 317   |
| 5    | Selina Egloff    | Svizzera | 315   |

#### Slalom speciale
| Pos. | Nome            | Nazione  | Punti |
| ---- | --------------- | -------- | ----- |
| 1    | Marion Chevrier | Francia  | 626   |
| 2    | Eliane Christen | Svizzera | 424   |
| 3    | Aline Danioth   | Svizzera | 343   |
| 4    | Lisa Hörhager   | Austria  | 259   |
| 5    | Anuk Brändli    | Svizzera | 255   |